# Баба-Ана (комуна)
Баба-Ана (рум. Baba Ana) — комуна у повіті Прахова в Румунії. До складу комуни входять такі села (дані про населення за 2002 рік):
- Баба-Ана (2006 осіб) — адміністративний центр комуни
- Кондурату (1011 осіб)
- Крингуріле
- Сату-Ноу (225 осіб)
- Чирешану (1064 особи)

Комуна розташована на відстані 65 км на північний схід від Бухареста, 34 км на схід від Плоєшті, 132 км на захід від Галаца, 101 км на південний схід від Брашова.

## Населення
За даними перепису населення 2002 року у комуні проживали 4306 осіб.
Національний склад населення комуни:
| Національність   | Кількість осіб | Відсоток |
| ---------------- | -------------- | -------- |
| румуни           | 4300           | 99,9%    |
| цигани           | 5              | 0,1%     |
| росіяни-липовани | 1              | < 0,1%   |

Рідною мовою назвали:
| Мова      | Кількість осіб | Відсоток |
| --------- | -------------- | -------- |
| румунська | 4305           | > 99,9%  |
| російська | 1              | < 0,1%   |

Склад населення комуни за віросповіданням:
| Релігія            | Кількість осіб | Відсоток |
| ------------------ | -------------- | -------- |
| православні        | 4183           | 97,1%    |
| п'ятдесятники      | 59             | 1,4%     |
| лютерани           | 52             | 1,2%     |
| бретрени           | 4              | 0,1%     |
| римо-католики      | 1              | < 0,1%   |
| адвентисти         | 1              | < 0,1%   |
| атеїсти            | 1              | < 0,1%   |
| не вказали релігію | 1              | < 0,1%   |